# Квіткоїд двобарвний
Квіткоїд двобарвний (Dicaeum bicolor) — вид горобцеподібних птахів родини квіткоїдових (Dicaeidae).

## Поширення
Ендемік Філіппін. Населяє тропічні вологі низинні ліси, рідше — тропічні вологі гірські ліси висотою до 2250 метрів над рівнем моря.

## Підвиди
- D. b. bicolor: Лейте, Самар, Мінданао і Бохоль
- D. b. inexpectatum Лусон, Міндоро і Катандуанес
- D. b. viridissimum: Панай, Негрос і Гуймарас[3]